# Dipsas bicolor
Dipsas bicolor är en ormart som beskrevs av Günther 1895. Dipsas bicolor ingår i släktet Dipsas och familjen snokar. Inga underarter finns listade i Catalogue of Life.
Arten förekommer i Centralamerika från Honduras över Nicaragua till Costa Rica. Den vistas i låglandet och i bergstrakter upp till 1100 meter över havet. Habitatet utgörs av fuktiga skogar. Individerna klättrar ofta i träd. Honor lägger ägg.
Skogsavverkningar påverkar beståndet i delar av utbredningsområdet negativ. IUCN listar arten som livskraftig (LC).